# Pavel Filip
Pavel Filip (Pănășești, 10 aprile 1966) è un politico moldavo.
È stato primo ministro della Repubblica di Moldavia dal 20 gennaio 2016 all'8 giugno 2019. Appartiene al Partito Democratico che conduce una politica filoeuropeista. È stato ministro dell'Informazione, delle Tecnologie e delle Comunicazioni dal 14 gennaio 2011 al 20 gennaio 2016.